# Соркино (Дмитриевское сельское поселение)
Соркино — опустевшая деревня в Даниловском районе Ярославской области. Входит в состав Дмитриевского сельского поселения.

## География
Находится в северо-восточной части Ярославской области на расстоянии приблизительно 9 км на юг-юго-запад по прямой от железнодорожного вокзала города Данилова, административного центра района.

## История
Деревня была отмечена еще на карте 1798 года. В 1898 году здесь (деревня Даниловского уезда Ярославской губернии) было учтено 11 дворов.

## Население
Численность населения: 0 как в 2002 году, так и в 2010.